# Chloroclystis atypha
Bosara atypha là một loài bướm đêm trong họ Geometridae.